# Landschaftsschutzgebiet Krebsbach (Detmold)
Das Landschaftsschutzgebiet Krebsbach (Detmold) mit etwa 4 ha Flächengröße liegt nördlich  Barkhausen im Stadtgebiet von Detmold. Es wurde 2006 mit dem Landschaftsplan Detmold durch den Kreistag des Kreises Lippe als Landschaftsschutzgebiet (LSG) ausgewiesen.

## Beschreibung
Das LSG umfasst in drei Teilflächen die im Stadtgebiet Detmold gelegenen Flächen des Krebsbachtales. Der Krebsbach mündet außerhalb des LSG, östlich der K 85, im direkt angrenzenden Naturschutzgebiet Passade-/Dorlatal in der Passade. Ein Zulaufbach des Krebsbaches, der in einem schmalen Kerbtal mit einem
bachbegleitenden Erlenwald verläuft, ist ins Landschaftsschutzgebiet Krebsbach mit einbezogen. 
Im Stadtgebiet von Lemgo grenzt direkt das Landschaftsschutzgebiet Krebsbach (Lemgo) an.

## Schutzzwecke für das LSG
Laut Landschaftsplan erfolgte die Ausweisung des LSG
- „zur Erhaltung und Wiederherstellung der Leistungsfähigkeit des Naturhaushaltes in ökologisch besonders wertvoll strukturierten Bereichen mit Wasser-, Klima- und Biotopschutzfunktionen,“
- „zur Erhaltung und Wiederherstellung von Quellbereichen und naturnahen Fließgewässern, Wald- und Grünlandbereichen unterschiedlicher Feuchtestufen, Feldgehölzen, Hecken und Obstwiesen,“
- „zur Erhaltung morphologisch ausgeprägter Bereiche zur Sicherung der landschaftlichen Eigenart und Vielfalt für die Erholung,“
- „zur Erhaltung wertvoller Biotopkomplexe aus Wald-Grünlandbereichen, Fließgewässern und Quellen sowie Biotopen nach § 62 LG mit wichtigen Refugial-, Puffer-, Trittstein- und Vernetzungsfunktionen,“
- „zur Erhaltung und Wiederherstellung wichtiger Rückzugsräume für die bedrohte Tier- und Pflanzenwelt,“
- „zur Sicherung der das Orts- und Landschaftsbild gliedernden und belebenden und die dörflichen Siedlungsstrukturen prägenden Freiraumelemente.“[1]

## Rechtliche Vorschriften
Im Landschaftsschutzgebiet ist unter anderem das Errichten von Bauten und Fischteichen verboten. Grün- und Brachland darf nicht in eine andere Nutzungsart umgewandelt oder umgebrochen werden.